# Červený kopec (Bobravská vrchovina)
Červený kopec je vrch v Brně, v jehož jihovýchodní části se nachází stejnojmenná národní přírodní památka. Kopec se zvedá jihozápadně od středu města, mezi řekou Svratkou na severu, čtvrtí Štýřice na východě a Bohunicemi na jihozápadě. Do údolí Svratky spadá velmi příkře, s převýšením přes 100 metrů. Má dva vrcholy, jižní, nacházející se v katastru Bohunice, dosahuje nadmořské výšky 317 m, severní (v katastru Štýřic) pak má 309 m n. m.

## Historie
Název kopce poprvé zmiňují berní kniha z roku 1343 a pamětní knize z roku 1345 v souvislosti s vinicí zvanou Rotnperch, Rotter Berg či Roten.

## Popis
Kopec je pokryt převážně zahrádkami, příkrý severní svah je zalesněný, místy skalnatý (Mahenova stráň), jihovýchodní úbočí má stepní charakter a na severovýchod zasahuje zástavba brněnské čtvrti Štýřice, včetně Kamenné kolonie. K ní přiléhá pobočný vrchol Červená skála, vysoký asi 260 metrů. Mezi ní a vlastním Červeným kopcem se nachází ulice Červený kopec s areálem bývalé stejnojmenné nemocnice. Veřejná hromadná doprava je sem zajišťována autobusovou linkou 82. Po severní straně Červeného kopce vede zelená turistická značka.